# 電子開発学園
電子開発学園（でんしかいはつがくえん）とは、eDCグループに属する大学、専門学校の11校で構成する学校グループ。学園本部は東京都中野区にある。

## 概要
逓信省、日本電信電話公社、ニッポン放送等で電波工学、無線通信を専門とする技術者であった工学者の松尾三郎が、1960年代の日本では黎明期にあった電子計算機（コンピュータ）が今後は広く普及し、そのための人材の育成が必要と考え、1968年に個人立の各種学校として北海道電子計算機専門学校（現・北海道情報専門学校）を開校した。
その後「電子開発学園」として全国に情報技術者を育成する専門学校を順次展開、1989年には北海道情報大学も開校し、1991年までに大学1校と専門学校10校を擁する学園グループとなった。また、1992年には長野県塩尻市で当時整備が進められていた塩尻ネットワークリサーチパークに信州情報大学（仮称）を開校することで学校法人電子開発学園と合意したと塩尻市より発表されたが、実現しなかった。
電子開発学園のグループの特徴として、北海道情報大学の開校後に各専門学校に設置されている大学併修科（ダブルスクール）の存在がある。1994年に北海道情報大学に通信教育部を設置し大学通信教育を開始した際、各専門学校の大学併修科に在籍する学生に対し衛星通信によるリアルタイム型のメディア授業（大学授業）を開始、2008年からは地上専用回線に切り替えられたが、全国に大学と専門学校を擁する電子開発学園の強みのひとつとして現在も続けられている。
eDCグループは情報技術に関わる産業、教育、研究の各領域の法人・機関で構成され、そのうち教育領域として北海道情報大学のほか専門学校を10校設置しており、それらの教育施設および運営する法人の総称として「電子開発学園」と称している。これらの学校は複数の法人により設置されているが、対外的にはいずれの学校も「電子開発学園」の運営と称しており、広報等において個々の運営法人名を明らかにすることは少ない。
グループとしての電子開発学園の学園本部は東京都中野区にあるが、各法人の登記上の本店または主たる事務所はそれぞれ異なる。

## 沿革
- 1968年（昭和43年）- 北海道電子計算機専門学校（現・北海道情報専門学校） 開校[3]
- 1969年（昭和44年）- 九州電子計算機専門学校（現・KCS福岡情報専門学校） 開校
- 1970年（昭和45年）- 名古屋電子計算機専門学校（現・名古屋情報メディア専門学校）、新潟電子計算機専門学校（現・新潟情報専門学校） 開校
- 1980年（昭和55年）- 名古屋情報経理専門学校（現・名古屋医療情報専門学校） 開校
- 1981年（昭和56年）- 大阪電子計算機専門学校（現・大阪情報専門学校） 開校
- 1982年（昭和57年）
  - 1月25日 - 学校法人電子開発学園（現・学校法人電子開発学園九州） 設立[注釈 5]
  - 九州電子計算機専門学校が、九州電子計算機専門学校 福岡校に学校名を変更
  - 九州電子計算機専門学校 小倉校（現・KCS北九州情報専門学校） 開校
- 1984年（昭和59年）- 九州電子計算機専門学校 鹿児島校（現・KCS鹿児島情報専門学校） 開校
- 1985年（昭和60年）- 九州電子計算機専門学校 大分校（現・KCS大分情報専門学校） 開校
- 1986年（昭和61年）
  - 2月14日 - 学校法人電子開発学園、学校法人電子開発学園九州へ法人名称を変更[注釈 6]
  - 3月19日 - 学校法人電子開発学園 設立[注釈 5]
- 1989年（平成元年）- 北海道情報大学開学
- 1991年（平成3年）- 中国電子計算機専門学校（現・広島情報専門学校） 開校
- 2001年（平成13年）4月1日 - 名古屋情報経理専門学校以外の専門学校9校の学校名を変更[注釈 7]
- 2008年（平成20年）4月1日 - 名古屋情報経理専門学校、名古屋医療情報専門学校へ学校名を変更

## 歴代理事長
- 初代：松尾三郎
- 第2代：松尾泰

## 設置校
- 学校法人電子開発学園[4] （北海道江別市）
  - 北海道情報大学[5] （北海道江別市）
  - 北海道情報専門学校[6] （北海道札幌市）

- 学校法人電子開発学園九州[7] （福岡県北九州市）
  - 新潟情報専門学校[8] （新潟県新潟市）
  - 大阪情報専門学校[9] （大阪府大阪市）
  - 広島情報専門学校[10] （広島県広島市）
  - KCS北九州情報専門学校[11] （福岡県北九州市）
  - KCS福岡情報専門学校[11] （福岡県福岡市）
  - KCS大分情報専門学校[12] （大分県大分市）
  - KCS鹿児島情報専門学校[13] （鹿児島県鹿児島市）
- 株式会社エスシーシー[14] （東京都中野区）
  - 名古屋情報メディア専門学校 （愛知県名古屋市）
  - 名古屋医療情報専門学校 （愛知県名古屋市）